# Paectes albescens
Paectes albescens là một loài bướm đêm trong họ Noctuidae.